# 乌桑巴拉类番荔枝
乌桑巴拉类番荔枝（学名：Anonidium usambarense）是坦桑尼亚特有的一种番荔枝科类番荔枝属植物。其唯一的标本于1910年的乌桑巴拉山脉采集。曾在该区域大规模搜索该物种，但没有任何发现。该物种于1998年宣告灭绝，其原因可能是由于过度伐木和其栖息地大规模农业化。由于模式标本存在疑问，该物种目前被IUCN归类为数据缺乏。